# 丹尼爾·戴維森
丹尼爾·哈羅·戴維森（丹麥語：Daniel Heløy Davidsen，1978年12月30日—）是一名丹麦－挪威吉他手，出生于丹麦，父母為挪威人，因參與Czesław Śpiewa和JazzKamikaze等樂團聞名，並作為錄音室音樂家多次出演唱片，例如与赛琳娜·戈麦斯和凯莉·米洛合作。

## 外部連結
- 官方网站